# バンクーバー美術館
バンクーバー美術館 (英語：Vancouver Art Gallery、略称：VAG) は、カナダのブリティッシュコロンビア州バンクーバーにある美術館である。
バンクーバーのダウンタウンにある15,300平方メートルの展示面積を持ち、面積でカナダ西部最大の規模である。イギリス人建築家フランシス・ラッテンベリーにより設計された州立裁判所の建物を1980年代から使用しており、カナダ国定史跡に選定されている。バンクーバー美術館は1931年に開業して以来、規模を拡大しつづけている。

## 沿革
バンクーバーの実業家ヘンリー・A・ストーンとその他のパトロンらによる尽力で1931年3月から建設が開始され、同年10月5日に開館した。1951年には、エミリー・カーの作品157点を展示するために拡張された。
1983年に、1979年まで裁判所として使われていた建物を改築してそこへ移転し、新たにオープンした。

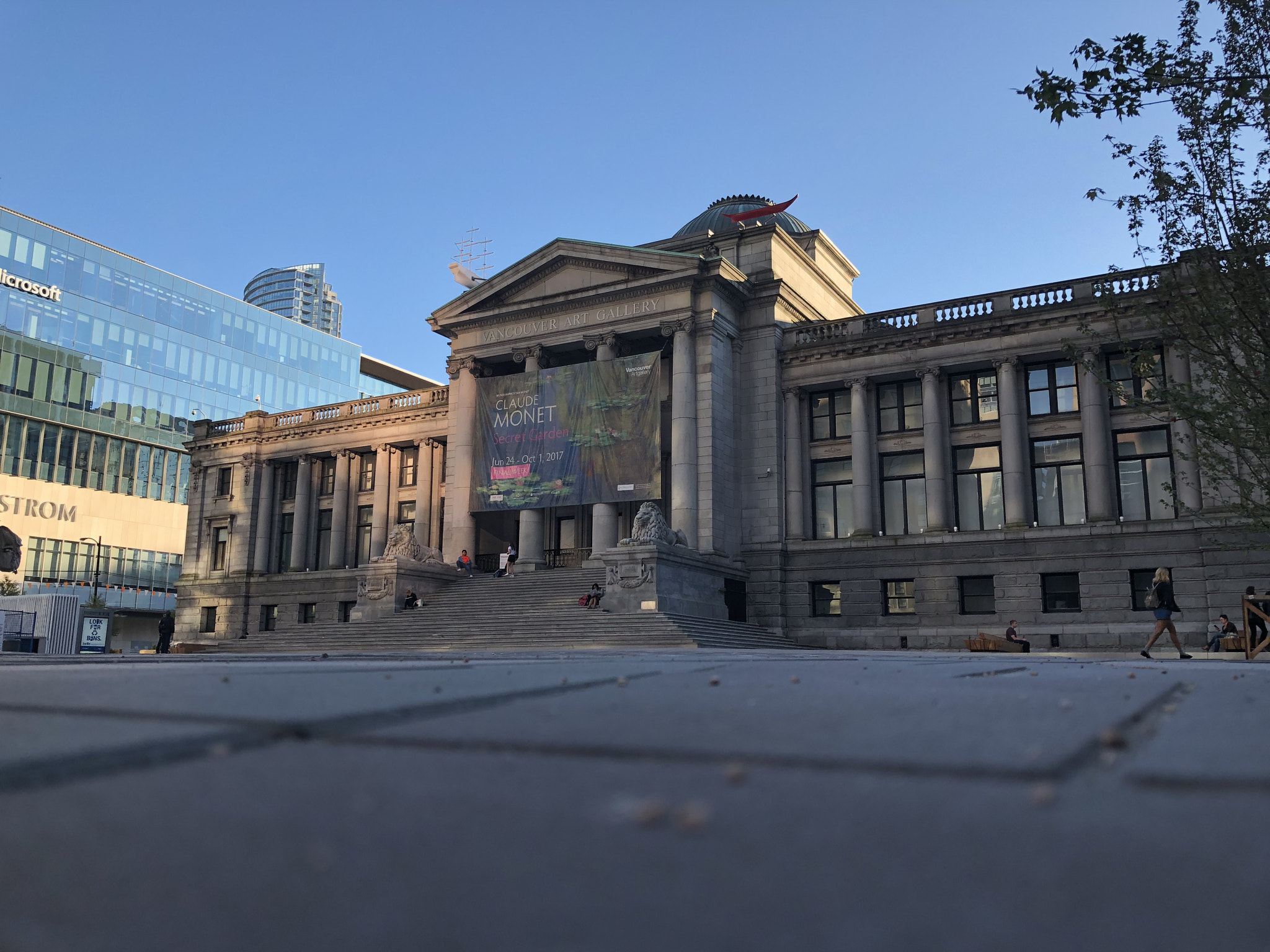
1983年に元裁判所のビルに移転

2004年に展示面積の不足から新美術館建設の計画が提案され、1ブロック隣のラーウィル・パークヘの移転を予定した。2013年のコンペでは16カ国からの参加があり、最終的にヘルツォーク&ド・ムーロンが選定された。2020年完成予定だったが、新館建設は予算問題で中断中である。

## 収蔵作品

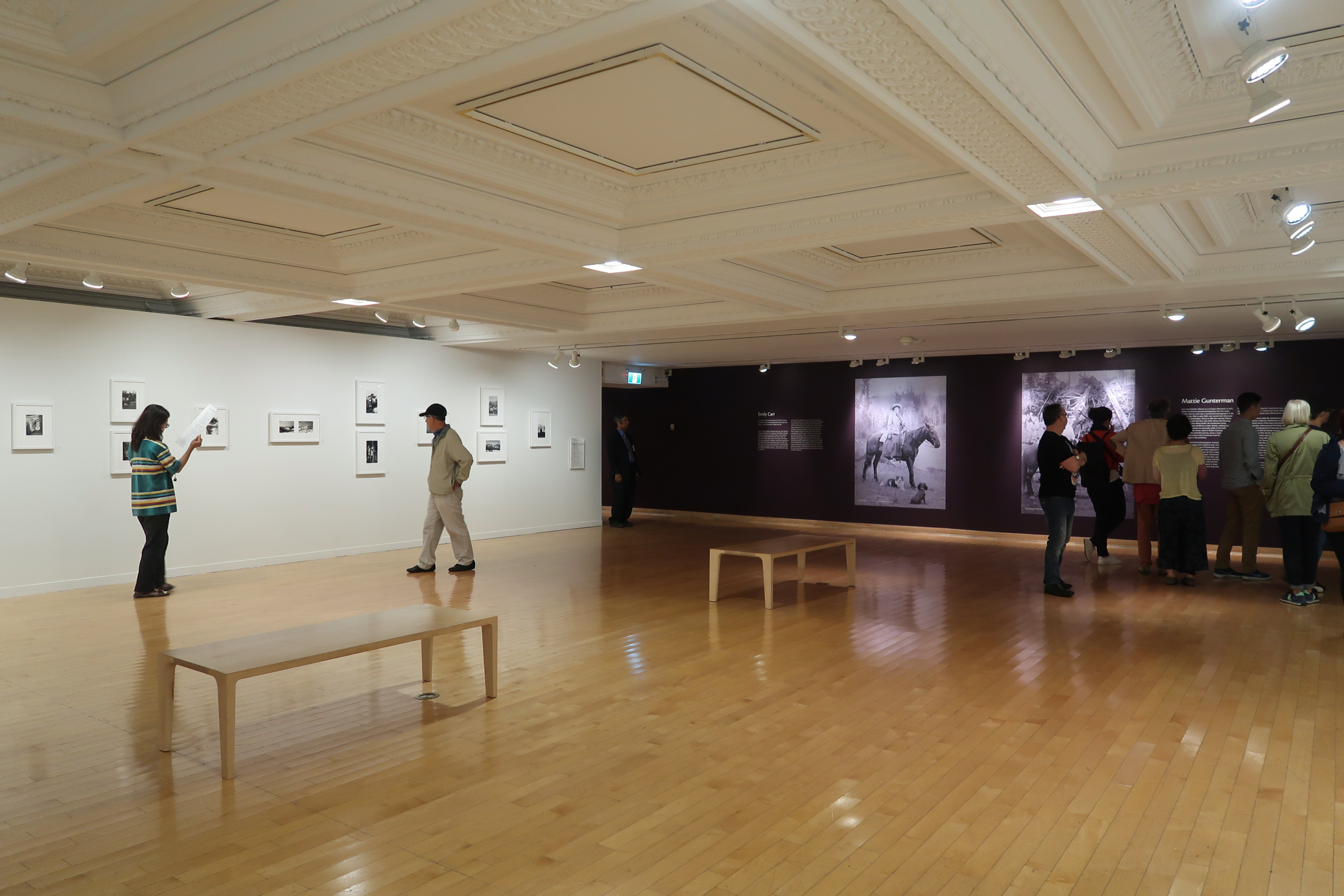
常設展示の様子

バンクーバー美術館の収蔵作品は、12,000点を超えている。収蔵作品は主にカナダ西部や州などで制作された歴史的作品や現代芸術作品などが多く、ファーストネーションに焦点を当てた作品や、先住民族のアーティストの作品、アジア地域の作品なども含まれる。写真やコンセプチュアル・アートなども多数収蔵されており、アンドレアス・グルスキー、トーマス・ルフ、シンディ・シャーマン、ロバート・スミッソンなどの写真作品も含まれる。またアジアの現代作家の作品として、細江英公、森万里子などの作品も収蔵されている。

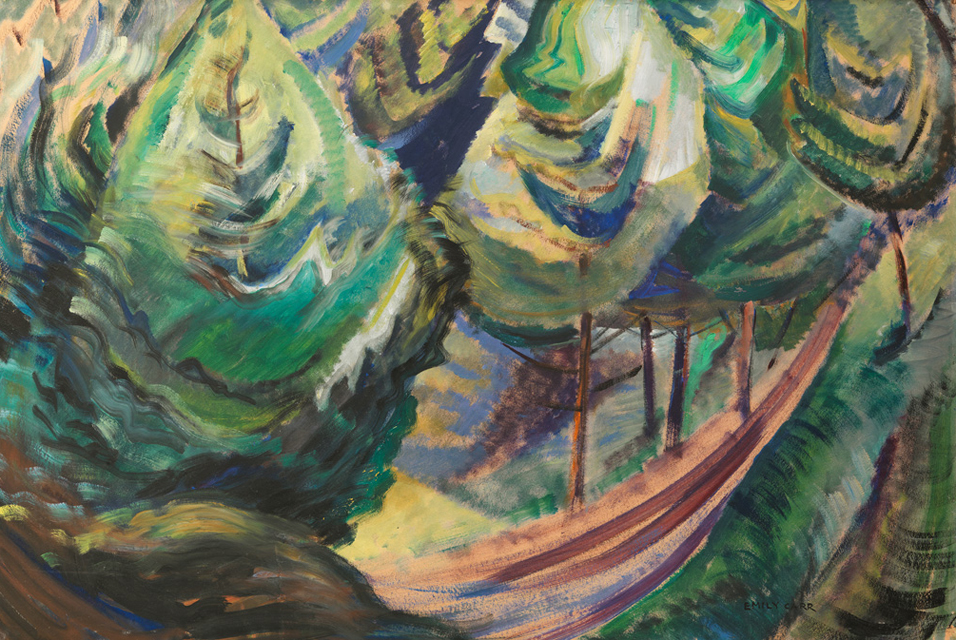
エミリー・カー、松林の中の小道 (c.1930)
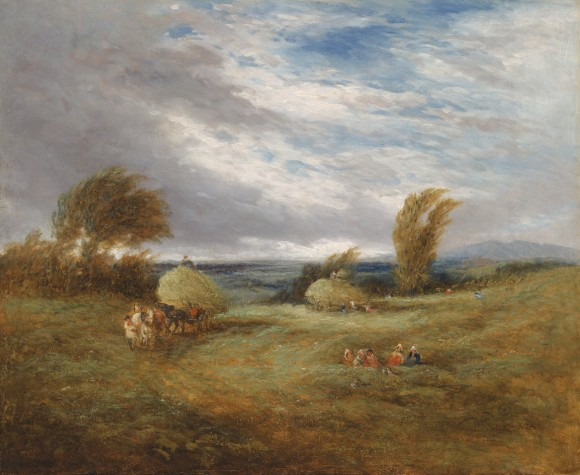
デーヴィッド・コックス、牧草地で
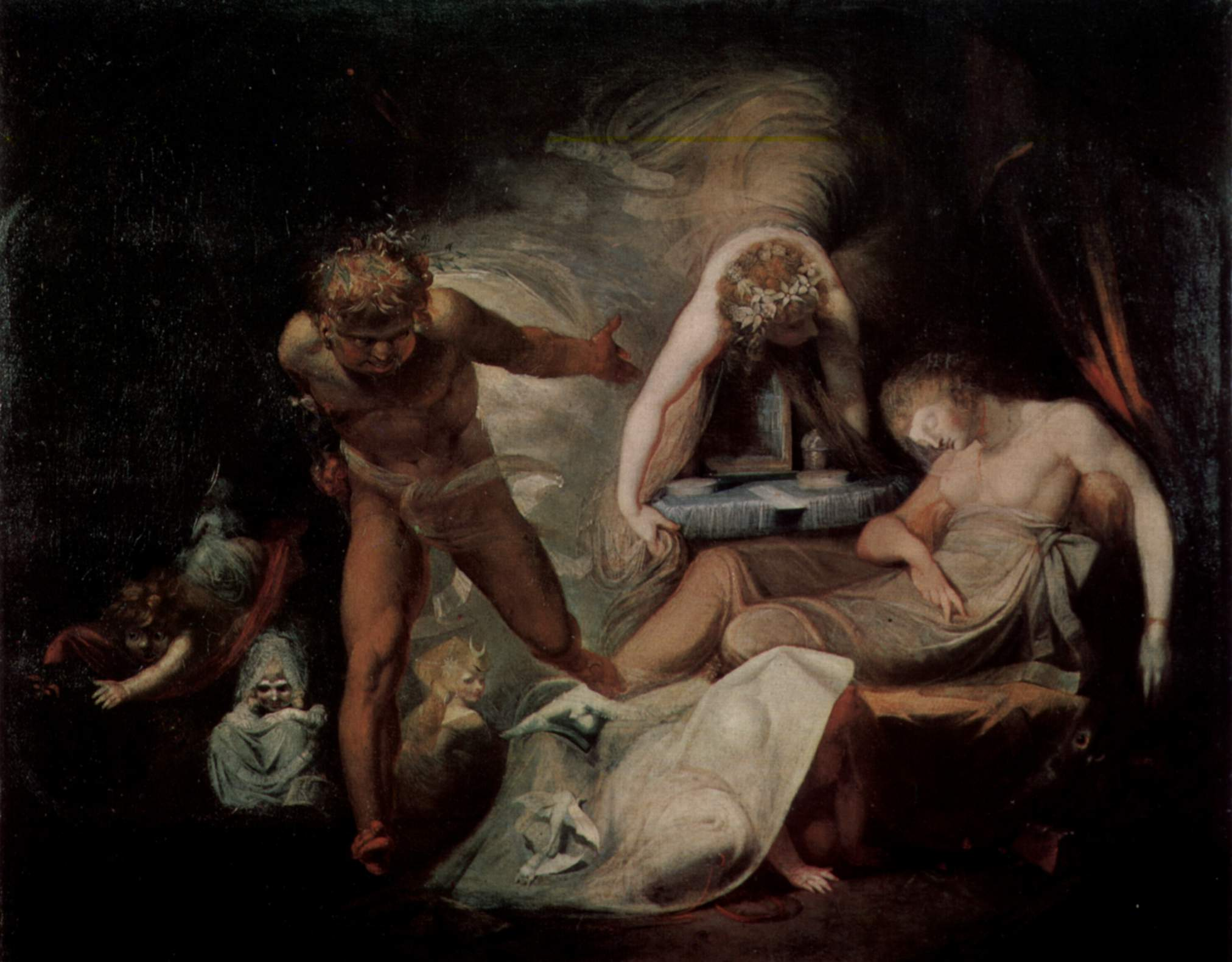
ヨハン・ハインリヒ・フュースリー、ベリンダの夢 (1780/1790)
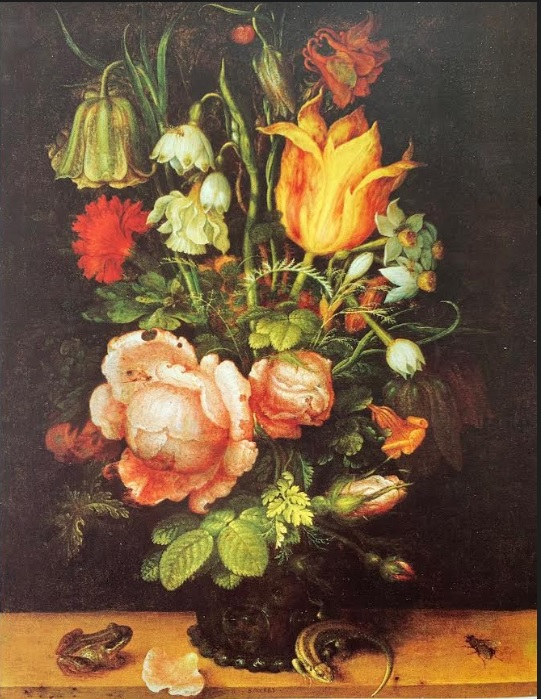
ルーラント・サーフェリー、静物画 (1615)

## 参照
1. ↑  “Biggest tourist attractions in B.C. in 2021”. biv.com.   Business in Vancouver (2021年2月8日). 2021年4月20日閲覧。
2. 1 2  “Leadership”. vanartgallery.bc.ca.   Vancouver Art Gallery (2019年). 2019年11月27日閲覧。
3. ↑  『ことりっぷ 海外版 バンクーバー』昭文社、2016年、27頁。ISBN 978-4-398-15466-8。
4. ↑  Vancouver Art Gallery
5. ↑  “History”. vanartgallery.bc.ca.   Vancouver Art Gallery (2019年). 2019年11月24日閲覧。
6. ↑  “Vancouver Art Gallery aims to rival world's iconic art centres”. canada.com.   Postmedia Network Inc (2007年11月22日). 2014年4月12日時点のオリジナルよりアーカイブ。2014年4月12日閲覧。
7. ↑  Hansen, Darah (2013年4月23日). “Vancouver City council ready to give green light to new art gallery”. Vancouver Sun.   Postmedia Network Inc. 2019年11月24日閲覧。
8. ↑  Griffin, Kevin (2014年4月29日). “Vancouver Art Gallery chooses Herzog & de Meuron to design new building”. Vancouver Sun.   Postmedia Netowrk Inc. 2019年11月24日閲覧。
9. ↑  Griffin, Kevin (2019年9月13日). “Governments fail to match public support for Vancouver Art Gallery with cash”. Vancouver Sun.   Postmedia Network Inc. 2019年11月24日閲覧。
10. 1 2  “The Collection”. vanartgallery.bc.ca.   Vancouver Art Gallery (2019年). 2019年10月26日閲覧。
11. ↑  “A 2017 pre-budget submission to the House of Commons Standing Committee on Finance: The Transformation of the Vancouver Art Gallery”.   Vancouver Art Gallery. p. 2 (2017年). 2019年11月27日閲覧。
12. ↑  “Vancouver Art Gallery celebrates record year ford attendance”. Vancouver Sun.   Postmedia Network Inc (2018年11月8日). 2019年11月27日閲覧。